# ۱۱۶۰ (خورشیدی)
۱۱۶۰ هزار و صد و شصتمین سال هجری خورشیدی است.